# Jan Hagelbrand
Jan Hagelbrand, född 8 juli 1954, är en svensk före detta friidrottare (hinderlöpare) som tog fem SM-guld i 3 000 meter hinder mellan 1978 och 1985. Han tävlade för Melleruds IF, Kils AIK och Enhörna IF.